# Proagonistes praedo
Proagonistes praedo là một loài ruồi trong họ Asilidae. Proagonistes praedo được Austen miêu tả năm 1909. Loài này phân bố ở vùng nhiệt đới châu Phi.